# Eklizi-Burun
La montaña de Eklizi-Burun (en ucraniano: Еклізі-Бурун, en ruso: Эклизи-Бурун, en tártaro de Crimea: Eklizi Burun) está situada en la península de Crimea, tiene uno de los picos más altos de Crimea.
La parte superior de la montaña tiene unas pendientes rocosas relativamente empinadas y se compone de roca caliza. Muy cerca de la cima entre los afloramientos rocosos se puede encontrar la mayor cueva de Crimea, sobre una altura de 1500 metros aproximadamente.
La cima de la montaña es considerado como uno de los mejores puntos para la observación de las montañas de Crimea.